# Avidemux
Avidemux은 동영상 편집 프로그램이다. 윈도우, 리눅스, 맥 OS X에서 동작하며 GNU GPL로 공개되어 있다.

## 지원 기능
AVI, MPEG, MP4/MOV, ASF/WMV, MKV, FLV 등의 파일 포맷을 지원하며, resize, deinterlace, IVTC, sharpen,denoise 등의 비디오 필터 및 x264, Xvid, LAME, TwoLAME 등의 인코더를 내장하고 있어 동영상 편집 및 인코딩이 가능하다.